# Dendronephthya punctata
Dendronephthya punctata is een zachte koraalsoort uit de familie Nephtheidae. De koraalsoort komt uit het geslacht Dendronephthya. Dendronephthya punctata werd in 1906 voor het eerst wetenschappelijk beschreven door Kükenthal. 